# Victoire de Donnissan de La Rochejacquelein
Victoire de Donnissan, marquesa de Lescure y luego de La Rochejaquelein (Versalles, 25 de octubre de 1772 - Orléans, 15 de febrero de 1857), fue una noble francesa, famosa por sus infortunios y por el partido que tomó en las guerras de la Vendée, y por ser autora de Memorias en las que narra su visión de dicha guerra.

## Biografía
Miembro de una influyente familia de la corte de Versalles, era la hija única del marqués de Donnissan y de Marie-Françoise de Durfort de Civrac, miembros de dos de las familias más distinguidas de la nobleza francesa. Fue educada con esmero y sólo contaba 17 años en el momento en el que estalla la Revolución.
A finales de 1789, se instala junto a su familia en el castillo de Citran, en el Médoc. Allí, en 1791 se casa con su primo, Louis Marie de Lescure, joven oficial sin recursos. Aunque en un principio habían pensado emigrar, luego estimaron más prudente refugiarse junto a los marqueses de Donnissan en una de sus propiedades cerca de Clisson. La zona, que se mantuvo tranquila al principio, también se vio sacudida por la Revolución. Tras la muerte de Luis XVI la situación se había enrarecido por la Constitución civil del clero, y la leva de 300.000 soldados fue la chispa que hizo estallar el conflicto. La Vendée se sublevó y Lescure junto a su primo, Henri de La Rochejaquelein, Bonchamp, Charette, d'Elbée, Stofflet, Cathelineau, se puso a la cabeza de los rebeldes. Aunque era favorable a los rebeldes, Madame de Lescure permaneció alejada de su marido, retirada en el castillo de la Boulaye.
Se reunió con su esposo, herido en un brazo durante el asalto de Saumur, y le acompañó en su campaña. Los combates se sucedían con gran ferocidad y el 15 de octubre de 1793, en la batalla de Cholet, Lescure resultó gravemente herido. Los vandeanos decidieron refugiarse al otro lado del Loira (en la operación llamada giro de la Galerna), lo que resultó un grave error, ya que al estar alejados de sus hogares, se veían obstaculizados por sus mujeres, heridos y no combatientes, que los seguían, viéndose obligados a saquear para sobrevivir y teniendo a la población cada vez más en contra por esta misma razón.
Madame de Lescure siguió esta expedición junto a su hija de un año, caminando junto a la camilla que transportaba a su marido hasta que el 4 de noviembre, Lescure muere. La viuda tuvo que seguir la suerte de los vandeanos, que tras varios intentos infructuosos de hacerse con una plaza en el Atlántico trataron de volver a cruzar el Loira, intentaron tomar Angers y finalmente fueron diezmados en Le Mans y Savenay en diciembre de 1793. Durante las seis semanas transcurridas entre la muerte de Lescure y la derrota total de los vandeanos, Madame de Lescure sufrió todo tipo de privaciones, se vio obligada a dejar a su hija al cuidado de unos campesinos en Ancenis, y a separarse de su padre, que fue detenido y fusilado. Disfrazada junto a su madre de campesina bretona, se refugió en una granja, en donde pasó el invierno de 1793 a 1794 en medio de grandes privaciones. Dio allí a luz a dos mellizas, de las que una murió al mes y la otra con poco más de un año.
Tras el golpe de Estado del 9 Thermidor, se proclamó una amnistía para los contrarrevolucionarios y Madame de Lescure se dirigió a Nantes. Se fue a vivir al castillo de Citran en el Médoc.
Tras el 18 Fructidor y al recrudecerse la persecución a los nobles, se exilió en España, y regresó después del 18 Brumario, recuperando sus propiedades y la fortuna de su marido. En marzo de 1802 se casó con su primo Louis de La Rochejaquelein, hermano de Henri, el más famoso de los generales vandeanos. Su nuevo marido no aceptó cargo alguno durante el Imperio Napoleónico y en los primeros meses de 1814 promovió una rebelión en Vendée y formó parte del movimiento que el 12 de marzo proclamó en Burdeos el retorno de los Borbones.
Durante esta Restauración, Louis de la Rochejaquelein gozó de importantes favores, que se vieron truncados con los Cien Días. El 4 de junio muere en un enfrentamiento con las tropas napoleónicas. Su viuda, que se había refugiado en San Sebastián junto a sus hijos, conoció allí la muerte de su marido. Tras la segunda Restauración, su hijo mayor se convirtió en par de Francia y vivió una cierta tranquilidad hasta la revolución de 1830. Su hijo mayor, después de tomar parte activa en el intento de revuelta que encabezó la duquesa de Berry en 1832 huyó a Portugal, en donde murió el 5 de septiembre de 1833 luchando junto a los seguidores de don Miguel. 
En 1832 se establece en Orléans cerca de dos de sus hijas casadas, y allí socorrió a los monárquicos participantes en la Guerra de Vendée que estaban siendo juzgados.

## LasMemorias
Dejó un notable libro de Memorias. Lo empezó a redactar en España y lo terminó durante los primeros años de su segundo matrimonio. Entregados de forma manuscrita a M. de Barante, subprefecto en Bressuire, circularon bajo mano antes de ser impresas, y produjeron una fuerte impresión. Se editaron en 1815, tras la definitiva caída de Napoleón I. Se tradujeron a distintos idiomas y se reeditaron varias veces.